# Daniel Kaufmann
Daniel Kaufmann (* 22. Dezember 1990 in Grabs, Schweiz) ist ein liechtensteinischer Fussballspieler.

## Karriere

### Vereine
Kaufmann verbrachte seine Jugendkarriere beim FC Balzers. Sein Debüt gab er im Oktober 2008 am 8. Spieltag der 2. Liga interregional beim Spiel gegen den FC Bazenheid, das mit 3:1 gewonnen wurde. 2011 wechselte er für eine Saison zum USV Eschen-Mauren, ehe er 2012 einen Vertrag beim FC Vaduz unterzeichnete. Sein erstes Spiel für die Vaduzer machte er in der Challenge League am 6. Spieltag gegen den FC Biel-Bienne. Er kam als Innenverteidiger zum Einsatz und spielte 90 Minuten durch. In der Hinrunde der Saison 2016/17 wurde er an den Zweitligisten FC Chiasso ausgeliehen. Nach seiner Rückkehr zum FCV im Februar 2017 schloss sich Kaufmann im Sommer ebenfalls auf Leihbasis dem FC Balzers an. Daraufhin wurde er im Januar 2018 vom FC Balzers fest verpflichtet. Seit 2020 steht er wieder beim USV Eschen-Mauren unter Vertrag.

### Nationalmannschaften
Kaufmann debütierte im Juni 2009 bei der 0:1-Niederlage im Freundschaftsspiel gegen Bosnien-Herzegowina in der liechtensteinischen U-21-Nationalmannschaft. Am 17. November 2010 wurde er erstmals in das Kader der A-Nationalmannschaft berufen und stand beim Freundschaftsspiel gegen Estland in der Startelf. Beim 1:0-Sieg im Freundschaftsspiel gegen San Marino am 31. März 2015 schoss er sein einziges Tor für die Nationalmannschaft. Bis November 2021 absolvierte er 66 Länderspiele.

## Titel und Erfolge
USV Eschen-Mauren
- Liechtensteiner Cupsieger: 2012

FC Vaduz
- Liechtensteiner Cupsieger: 2013, 2014, 2015, 2016, 2017
- Aufstieg in die Super League: 2014